# 三炔丙胺
三炔丙胺是一种有机化合物，化学式为C9H9N。它可由3-溴-1-丙炔和氨水反应得到。它和烷基叠氮化物反应，得到含1H-1,2,3-三唑环的叔胺衍生物。它和稀盐酸反应，生成三炔丙胺盐酸盐。